# كياران كلارك
كياران كلارك (بالإنجليزية: Ciaran Clark)‏ (مواليد 26 سبتمبر 1989 في هارو - إنجلترا) لاعب كرة قدم إنجليزي يلعب حاليا لصالح نادي الدرجة الممتازة أستون فيلا الإنجليزي منذ 2009 في مركز قلب الدفاع .

## روابط خارجية
- كياران كلارك على موقع الاتحاد الدولي (مؤرشف)  (الإنجليزية)
- كياران كلارك على موقع الاتحاد الأوربي (الإنجليزية)
- كياران كلارك على موقع قاعدة بيانات كرة القدم.إي يو (الإنجليزية)
- كياران كلارك على موقع ناشيونال فوتبول تيمز (الإنجليزية)
- كياران كلارك على موقع Soccerbase.com (لاعب) (الإنجليزية)
- كياران كلارك على موقع Soccerway.com (الإنجليزية)
- كياران كلارك على موقع عالم كرة القدم.نت (الإنجليزية)
- كياران كلارك على موقع AS.com (الإسبانية)